# مدیریت ارتباط با مشتری
مدیریت ارتباط با مشتری (به انگلیسی: CRM - Customer Relationship Management) به همه فرایندها و فناوری‌هایی گفته می‌شود که در شرکت‌ها و سازمان‌ها برای شناسایی، ترغیب، گسترش، حفظ و ارائه خدمات بهتر به مشتریان به کار می‌رود و شامل مدیریت انواع شیوه‌هایی است که مشتری جهت ارتباط با سازمان استفاده می‌کند. اصول مدیریت ارتباطات مشتری، چگونگی ایجاد موفق یک سیستم و اجرای آن را برای مدیریت ارتباطات مشتریان از شروع و اجرای اولیه یک چنین سیستمی تا نگهداری آن در زمان‌های مختلف را بیان می‌کند.
به نوعی مدیریت ارتباط با مشتری، فرایند طراحی و اجرای استراتژی‌ها و فعالیت‌هایی است که به منظور برقراری و تقویت ارتباطات موثر و مستدام با مشتریان انجام می‌شود.

## مفهوم
مدیریت ارتباط با مشتری یا «سی آر ام» برای افراد مختلف، معانی متفاوتی دارد. حتی معنی خلاصه نوشت ۳ حرفی سی و آر و ام نیز زیر سؤال است. بیشتر افراد از CRM برای اشاره به مدیریت ارتباط با مشتری و عده‌ای هم از آن برای اشاره به بازاریابی ارتباط با مشتری استفاده می‌کنند. گروه دیگر با این عقیده و باور که تمام مشتریان، ارتباط با یک تأمین‌کننده را نمی‌خواهند، کلمه ارتباط را حذف کرده و ترجیح می‌دهند تا اصطلاح مدیریت مشتری را به‌کار گیرند. بنابراین این مفهوم می‌تواند برای اشاره به:
- مجموعه کاملی از فرایندها و تکنولوژی‌ها برای مدیریت ارتباط با مشتریان فعلی و بالقوه و دست‌اندرکاران کسب و کار در بازاریابی، فروش و خدمات، صرف نظر از نوع مسیرهای ارتباطی با مشتریان،
- راهبردی تجاری برای انتخاب و مدیریت مشتریان برای بهینه کردن و بالا بردن ارزش شرکت و همچنین فروش در دراز مدت است. مدیریت ارتباط با مشتری، استراتژی جامع کسب و کار و بازاریابی است که فناوری، فرایندها و تمامی فعالیت‌های کسب و کار را حول مشتری یکپارچه می‌سازد.
- نظام اطلاعاتی یکپارچه که برای برنامه‌ریزی، زمان‌بندی و کنترل فعالیت‌های قبل و بعد از فروش سازمان و با هدف توانمندسازی مشتریان جهت تعامل با سازمان از طریق ابزارهای متعددی چون وب سایت، تلفن و غیره به کار می‌رود.

## تاریخچه مدیریت ارتباط با مشتری
شواهد نشان می‌دهد، ورود مدیریت ارتباط با مشتری به عرصهٔ کسب و کار حدود دو دهه قدمت دارد (فرو و پین، ۲۰۰۹). از دهه ۱۹۵۰ و ۱۹۶۰ مباحث بازاریابی دچار تغییرات اساسی شده‌است. لویت (۱۹۶۰) در جمله‌ای معروف برای اولین بار بیان داشت که: "هدف بازاریابی ایجاد ارزش برای مشتریان است". پس از پایان جنگ جهانی دوم، اغلب بازارها دچار کمبود عرضه و تقاضا بودند. کارخانجات هر آنچه که می‌توانستند بسازند را روانهٔ بازار می‌کردند تا توازنی میان عرضه و تقاضا ایجاد کنند. در آن زمان خبری از"صدای مشتری"و تطابق محصولات و خدمات با خواسته‌های مشتریان نبود. این دوران را با نگرش "محصول محوری " می‌شناسند. از مهم‌ترین پی‌آمدهای این نگرش می‌توان به اثر شلاق گاوی اشاره کرد. در دهه ی۱۹۷۰، بسیاری از بازارها با افزایش عرضه مواجه شدند. بقای شرکت‌ها در شنیدن صدای مشتریان و بخش‌بندی بازار بر اساس مشخصات و نیازمندی‌های آنان بود. این نگرش به بازار محوری معروف است. با این وجود در دههٔ ۱۹۸۰، بسیاری از شرکت‌ها بازار محوری را ایدئال نیافتند؛ زیرا که هنوز تفاوتی میان مزایای ایجاد شده آن‌ها برای مشتریان با سایر رقبایشان وجود نداشت و کالاها و خدمات همسانی به آنان ارائه می‌شد. در اینجا بود که رمز موفقیت در رقابت، تمایز از رقبا و ایجاد ارزشی متفاوت از آن‌ها برای مشتریان معرفی شد. این نگرش را با نام رقابت محوری می‌شناسند. پس از نگرش رقابت محوری، کسب و کارها بیشتر بر نیازها و خواسته‌های مشتریان و افزایش رضایت آنان تمرکز کردند که به نگرش مشتری محوری شهره است. نگرش "رابطه محوری "توسعهٔ طبیعی نگرش "مشتری محوری" است. رفته رفته نگاه شرکت‌ها از توجه صرف به رضایت مشتری به سوی "وفاداری مشتری" سوق پیدا کرد. به مرور فناوری اطلاعات و سیستم‌های اطلاعاتی مدیریت توسعه یافتند و شرکت‌ها خود را در مواجهه با خیل عظیم داده‌های مشتریان می‌دیدند. بحران ناشی از خلاء یک سیستم جامع برای مدیریت این داده‌های با ارزش و عدم توانایی شرکت‌ها در استفاده از آن، زمینه ظهور فناوری نوینی به نام سیستم مدیریت ارتباط با مشتری را فراهم کرد.

## اجزای CRM
1. فروش: مدیریت فرصت‌های فروش، پیگیری تماس‌ها، مدیریت پیشنهادها و قراردادها.
2. بازاریابی: مدیریت کمپین‌ها، تحلیل بازاریابی، تقسیم‌بندی بازار و مدیریت تبلیغات.
3. خدمات مشتری:  پشتیبانی از مشتری، مدیریت درخواست‌ها و شکایات، و ارائه خدمات پس از فروش.

## منافع استفاده
یک سیستم CRM برای همه از جمله فروش، خدمات به مشتری، توسعه تجارت، جذب نیرو، بازاریابی یا هر شغل دیگر، راهی بهتر برای مدیریت تعاملات و روابط خارجی است که باعث موفقیت می شود. یک ابزار CRM به شما امکان می دهد اطلاعات تماس مشتری را ذخیره، فرصت‌های فروش را شناسایی، موارد مربوط به خدمات را ضبط و کمپین‌های بازاریابی را در یک مکان مرکزی مدیریت کنید و اطلاعات مربوط به هر تعامل مشتری را در دسترس هر کسی در شرکت خود قرار دهید که ممکن است به آن احتیاج داشته باشد. این منافع عبارتند از:
- صرفه جویی در زمان

یکی از واقعیت‌های ناخوشایند بخش فروش این است که حجم کاری بسیار زیاد است. بخش فروش شما و نیروی آن‌ها زمان زیادی را صرف کاغذ بازی می‌کنند به جای اینکه مشغول به انجام فعالیت‌های مربوط به فروش باشند. CRM نمی‌تواند شلوغی کار را از بین ببرد ولی می‌تواند قسمتی از آن را به حالت خودکار درآورده و سرعت انجام کارها را بیشتر کند. این به معنای صرفه جویی بیشتر در کار و همچنین سود و کمیسیون بیشتر است.
- سازماندهی

استفاده از سیستم CRM باعث می‌شود که بتوانید با سهولت بیشتری کار خود را سازماندهی کنید. همچنین این سیستم باعث می‌شود که بتوانید چیزهای مختلف را به راحتی دسته‌بندی کنید تا پیدا کردن آن‌ها آسان‌تر شود و همچنین چیزی از قلم نیفتد اگر شما به یک مشتری بگویید که پنجشنبه با او تماس می‌گیرید اگر در سیستم CRM چنین چیزی ثبت شود احتمال فراموشی آن کمتر وجود دارد. سیستم نه تنها می‌تواند تماس را به شما یادآوری کند بلکه اطلاعاتی هم که به مشتری قول داده‌اید در اختیار شما قرار دهد.
- ارتباط برقرار کردن

فروش یک بازی تعاملی به‌شمار می‌رود و حتی اگر عضو تیم فروش نیستید باید با سایر اعضای تیم فروش در تماس باشید و اطلاعات مختلف را با هم به اشتراک بگذارید از جمله روند پیشرفت سرنخ فروش در قیف فروش.
CRM می‌تواند اکثر این ارتباطات را به صورت خودکار انجام دهد و اطلاعات مختلف را در اختیار کاربران قرار دهد و همچنین می‌تواند به اعضای تیم فروش کمک کند برای ایمیل‌های عمومی و تماس‌های تلفن کلی قالب (Template) یا اسکریپت‌های مختلف داشته باشند.
- ایجاد سریع‌تر سرنخ فروش

زمانی که در رابطه با محصول خود اطلاعات دارید می‌توانید با سرعت بیشتری سرنخ‌های فروش ایجاد کنید و سیستم مدیریت ارتباط با مشتری پیدا کردن اطلاعات مورد نیاز را برای شما آسان‌تر می‌کند و شما بهتر می‌توانید سؤالات مشتریان بالقوه را پاسخ دهید و در وقت برای پیدا کردن اطلاعات صرفه‌جویی کنید.
- برقراری نظم

سیستم CRM به شما کمک می‌کند در طبقه‌بندی کردن اطلاعات مشتری و تماس‌ها و تمامی موارد مشابه نظم داشته باشید. با آنکه حافظه بعضی از افراد بسیار قوی است ولی باز هم کسی نمی‌تواند همه اطلاعات را به یاد داشته باشد.
- مدیریت تلاش‌هایی که در بخش فروش صورت می‌گیرد

تنها این امر برای مدیران فروش نیست بلکه تمامی اعضای تیم فروش باید در رابطه با عملکردشان رکوردی در اختیار داشته باشند و عملکرد خود را در ماه‌های بعدی پیش‌بینی کنند. CRM می‌تواند اطلاعات لازم برای پیگیری عملکرد شما را در اختیارتان قرار دهد و با گزارش‌های دقیق در رابطه با عملکردهای روزانه و ماهانه شما اطلاعات خوبی فراهم کند.
- مدیریت خدمات

با استفاده از سیستم CRM می‌توان تمامی موارد مربوط به سفارش خدمات را در سازمان پشتیبانی کرد از مواردی نظیر قیمت‌دهی به مشتری و پردازش آن گرفته تا گرفتن سفارش و مشخص‌سازی بهترین فرد برای برخورد با مشتری.
- برنامه‌ریزی امور فروش

تیم فروش می‌توانند با آنالیز داده‌های CRM امکان پیش‌بینی میزان فروش و درآمد تخمینی کلی را در اختیار داشته باشند.
- شناسایی نیازهای مشتریان

استفاده از CRM باعث می‌شود نیازهای مشتریان شناسایی شده و پاسخ مناسب برای نیازهای فعلی و آینده مشتریان در نظر گرفته شود.
- افزایش بهره‌وری

نرم‌افزار CRM فرایندهای کاری شما را بهینه می‌کند و با اتوماسیون کارها موجب افزایش راندمان تیم در سازمان می‌شود.

## نرم افزار CRM ( ابزار مدیریت ارتباط با مشتری)
نرم‌افزار CRM (Customer Relationship Management Software)، یک سامانه دیجیتال یکپارچه است که با هدف مدیریت هوشمند تعاملات کسب‌وکار با مشتریان طراحی شده است.
این نرم‌افزارها مانند پارس ویتایگر، دانا و همیار، داده‌های مربوط به مشتریان، سرنخ‌ها (leads)، فرصت‌های فروش، خدمات پس از فروش و ارتباطات انجام‌شده را در یک بستر متمرکز ذخیره و پردازش می‌کند.
برخلاف تصور رایج، نرم‌افزار CRM فقط برای فروش نیست؛ بلکه ابزاری چندکاره است که سه حوزه اصلی را پوشش می‌دهد:

### 1. CRM عملیاتی (Operational CRM)
برای خودکارسازی فرآیندهای روزمره شامل:
- مدیریت سرنخ‌ها و مشتریان بالقوه
- پیگیری تماس‌ها، ایمیل‌ها و وظایف
- برنامه‌ریزی فعالیت‌های فروش و خدمات

### 2. CRM تحلیلی (Analytical CRM)
برای تحلیل داده‌های مشتریان و ارائه بینش‌هایی مانند:
- الگوهای رفتاری مشتریان
- نرخ تبدیل سرنخ به مشتری
- پیش‌بینی فروش و تحلیل عملکرد

### 3. CRM تعاملی (Collaborative CRM)
برای هماهنگی میان بخش‌های مختلف سازمان (فروش، بازاریابی، خدمات):
- ثبت تعاملات در یک نمای 360 درجه
- دسترسی چندبخشی به اطلاعات مشتری
- انتقال اطلاعات بدون گسست و دوباره‌کاری

## نرم‌افزار ارتباط با مشتریابری
نرم‌افزار ارتباط با مشتری ابری(Cloud-base CRM) یک نرم‌افزار مبتنی بر تکنولوژی رایانش ابری است که نیازی به نصب ندارد و امکان استفاده آسان از نرم‌افزار مدیریت ارتباط مشتری در فرآیندهای بازاریابی، فروش و خدمات پشتیبانی را فراهم می‌کند. با ارائه این نرم‌افزار به عنوان سرویس (SaaS) می‌توان بدون نیاز به سخت‌افزار و نرم‌افزارهای گران‌قیمت از هر جایی به نرم‌افزار ارتباط با مشتری دسترسی داشته، داده‌ها را گردآوری و کارهای محاسباتی را انجام داد و به سرعت پاسخگوی نیازهای کاربران بود.

## پروفایل مشتری در فرایند مدیریت ارتباط با مشتری
پروفایل مشتری شرح مفصلی از هر طبقه بندی خاصی از مشتری است که برای نشان دادن کاربران معمولی یک محصول یا خدمات ایجاد می شود. در واقع ایجاد پروفایل مشتری روشی برای درک مشتریان شما از نظر جمعیت شناختی، رفتار و سبک زندگی است. برای کمک به تصمیم گیری مشتری محور بدون اشتباه گرفتن محدوده پروژه با نظر شخصی استفاده می شود. به طور کلی پروفایل سازی، جمع آوری اطلاعاتی است که عادات مصرف یک مشتری را خلاصه می کند و آنها را در آینده پیش بینی می کند تا بتوان آنها را برای اهداف بازاریابی و تبلیغات گروه بندی کرد. پروفایل های مشتری یا مصرف کننده جوهره داده هایی هستند که در کنار داده های اصلی (نام، آدرس، شرکت) جمع آوری می شوند و از طریق روش های تجزیه و تحلیل مشتری پردازش می شوند که اساساً نوعی پروفایل است. سه روش اساسی پروفایل مشتری عبارتند از رویکرد روانشناختی، رویکرد نوع شناسی مصرف کننده و رویکرد ویژگی های مصرف کننده. این روش‌های پروفایل سازی مشتری به شما کمک می‌کند تا کسب‌وکار خود را حول محور مشتریان خود طراحی کنید و به شما کمک می‌کند تصمیمات مشتری محور بهتری بگیرید.

## معرفی بهترین نرم افزارهای CRM
- Salesforce
- Hubspot
- Zoho
- Microsoft Dynamics 365

## انواعنرم‌افزارمدیریت ارتباط با مشتری
- متن‌باز: در مقابل نرم افزارهای سورس بسته، نرم افزارهای متن باز یا Open Source است؛ که علاوه بر مشاهده کدهای برنامه نویسی، می توانید تغییرات و توسعه مورد نیاز را در آن ها اعمال کنید. تلگرام، فایرفاکس، سیستم مدیریت وب سایت وردپرس، سیستم عامل های لینوکس و اندروید و... نمونه های بارزی از نرم افزارهای اوپن سورس هستند. در ایران تنها نرم افزار اپن سورس (متن باز) پارس ویتایگر است.
- متن بسته: از اندروید و IOS گرفته تا نرم افزارهای اداری و مدیریت کسب و کار، همگی از خط کدهای برنامه نویسی تشکیل شده اند. اگر شما دسترسی به این کدها (Source Code یا کد منبع) نداشته باشید به آن نرم افزار متن بسته یا Closed Source گفته می شود.